# مپلوود (نیوجرسی)
مپلوود (به انگلیسی: Maplewood) شهری در ایالت نیوجرسی کشور ایالات متحده آمریکا است که جمعیت آن در سرشماری سال ۲۰۱۰ میلادی، ۲۳٬۸۶۷ نفر بوده‌است.